# 藍腹佛法僧
藍腹佛法僧（學名Coracias cyanogaster）是分佈在非洲由塞內加爾至扎伊爾東北部的一種佛法僧。它們是留鳥，只會有一些局部的季節性遷徙，喜歡棲息在長滿准鞋木屬的大草原。
藍腹佛法僧的體型很大，與寒鴉差不多，長約28-30厘米。它們的背部呈深綠色，頭部、頸部及胸部都呈白色，其餘的羽毛主要是藍色。成鳥的尾羽長達6厘米。雄鳥及雌鳥相似，但雛鳥的顏色較為單調。它們飛行時最為觸目。
藍腹佛法僧喜歡溫暖及廣闊的郊野，經常停留在樹上等待獵物。它們主要吃草蜢及其他大型昆蟲。
藍腹佛法僧的示愛方式像鳳頭麥雞的。它們會在樹穴中築巢。
藍腹佛法僧十分普遍及分佈很廣，故世界自然保護聯盟將它們列為無危。

## 外部連結
- BirdLife Species Factsheet （页面存档备份，存于）